# MTV Unplugged (álbum de Alice in Chains)
MTV Unplugged é um álbum ao vivo da banda americana Alice in Chains, lançado em 30 de Julho de 1996 pela gravadora Columbia Records. Foi gravado em 10 de Abril de 1996 no Majestic Theatre da Brooklyn Academy of Music em Nova York como parte da série de concertos MTV Unplugged, e contém versões acústicas das canções da banda gravadas ao vivo, além de apresentar uma canção inédita, "Killer Is Me". A performance foi a primeira exibição da banda em dois anos e meio, assim como uma das aparições finais da banda com o vocalista Layne Staley. O concerto foi exibido originalmente na MTV em 28 de Maio de 1996. A versão acústica da canção "Over Now" (lançada originalmente no terceiro álbum de estúdio da banda) foi lançada como single. Em adição ao CD, uma versão em VHS e DVD do concerto foram também lançadas. O álbum foi certificado com disco de platina pela RIAA, tendo vendido mais de 1 milhão de cópias só nos Estados Unidos.
As canções "Angry Chair", "Frogs", e "Killer Is Me" foram cortadas da exibição original da MTV, mas estão incluídas em CD, VHS e DVD.
É comumente tido como uma das mais memoráveis edições do "Unplugged" já feitas, com a reputação comparável a famosas edições, por exemplo, Nirvana e Kiss. O baixo de Mike Inez tem a frase "Friends Don't Let Friends Get Friends Haircuts" ("Amigos não deixam amigos fazerem um corte de cabelo de amigos"), se referindo a banda Metallica, ao qual seus membros tinham recentemente cortado seus cabelos antes do lançamento do álbum Load, causando polêmica na época. Todos os quatro então membros do Metallica estavam presentes no concerto do Alice in Chains.

## Faixas
1. "Nutshell" (Staley/Cantrell/Inez/Kinney) – 4:58
2. "Brother" (Cantrell) – 5:27
3. "No Excuses" (Cantrell) – 4:57
4. "Sludge Factory" (Staley/Cantrell/Kinney) – 4:36
5. "Down in a Hole" (Cantrell) – 5:46
6. "Angry Chair" (Staley) – 4:36
7. "Rooster" (Cantrell) – 6:41
8. "Got Me Wrong" (Cantrell) – 4:59
9. "Heaven Beside You" (Cantrell/Inez) – 5:38
10. "Would?" (Cantrell) – 3:43
11. "Frogs" (Cantrell/Inez/Kinney/Staley) – 7:30
12. "Over Now" (Cantrell/Kinney) – 7:12
13. "Killer Is Me" (Cantrell) – 5:23

- Os lançamentos em DVD e VHS possuem um outro take de "Sludge Factory", no qual Layne Staley mistura as letras e a canção desmorona. Eles então partem para o take "formal" que foi usado no CD.

## Créditos

### Banda
- Layne Staley - vocal, violão rítmico em "Angry Chair"
- Jerry Cantrell - violão solo, vocal
- Mike Inez - baixolão, violão rítmico em "Killer is Me"
- Sean Kinney - bateria

### Participações
- Scott Olson - violão, baixo em "Killer is Me"

### Técnicos de Produção
- Alice in Chains - produtor
- Audrey Morris
- Jon Bates - engenheiro de som, assistente de engenheiro de som
- Alex Coletti - produtor
- John Harris - engenheiro de som
- Rich Lamb - engenheiro de som, assistente de engenheiro de som
- Stephen Marcussen - masterização
- Toby Wright - produtor, engenheiro de som, mixagem
- John Seymour - mixagem, assistente de mixagem
- Brian Kingman - engenheiro de som, assistente de engenheiro de som
- Don C. Tyler - edição digital, edição
- Mary Maurer - direção de arte
- Doug Erb - design
- Danny Clinch - fotografia
- John Bleich - assistente de engenheiro de som, mixagem
- Joe Perota - diretor
- Audrey Morris - produtor das letras de encarte
- Audrey Morrissey - produtor
- Susan Silver - empresária

## Posições nas paradas

### Álbum
| Ano  | Parada            | Posição |
| ---- | ----------------- | ------- |
| 1996 | The Billboard 200 | 3       |

### Singles
| Ano  | Single           | Parada                 | Posição |
| ---- | ---------------- | ---------------------- | ------- |
| 1996 | "Would?"         | Mainstream Rock Tracks | 19      |
| 1996 | "Down in a Hole" | Mainstream Rock Tracks | 24      |
| 1996 | "Over Now"       | Mainstream Rock Tracks | 4       |